# Luigi Chialiva

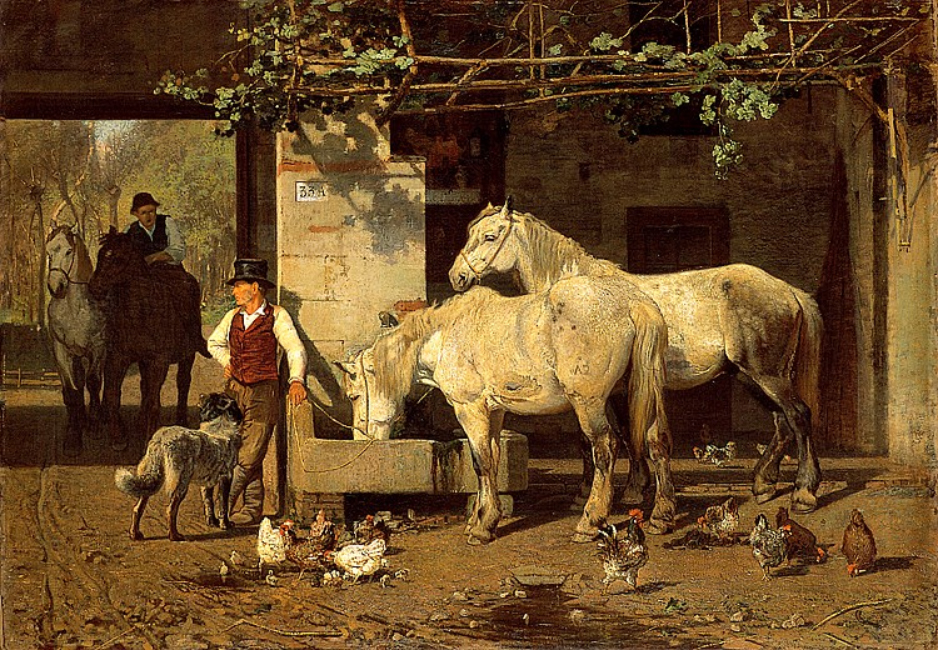
Pferde am Wassertrog

Luigi Chialiva (* 2. März 1841 in Lugano; † 7. April 1914 in Paris) war ein Schweizer Landschaft- und Tiermaler.

## Leben
Luigi Chialiva wurde als Sohn der wohlhabenden Eltern Abbondio Chialiva und Luigia Tosi geboren. Nach einer Ausbildung von 1856 bis 1858 an der höheren Berufsschule in Zürich studierte er Architektur am Zürcher Polytechnikum bei Gottfried Semper und schloss 1861 ab.
Um 1864 entschloss er sich, den Beruf zu wechseln und übersiedelte nach Mailand, wo er Malerei an der Accademia di Belle Arti di Brera beim Landschaftsmaler Carlo Mancini studierte. Nach dem Studium spezialisierte er sich auf Tier- und Landschaftsmalerei und beschäftigte sich auch mit der Radierung. Er nahm an den Ausstellungen von Brera in den Jahren 1864, 1866, 1867, 1868 und 1869 teil, in denen er 1868 den Mylius-Preis für Tiermalerei erhielt. 1867 hielt er sich anlässlich der Weltausstellung erstmals in Paris auf.
Nach einer Studienreise durch die Länder Europas heiratete er 1874 Corinne Elisabeth Bujac und liess sich in Frankreich nieder, zuerst in Écouen, wo er einige Jahre später eine Malschule eröffnete, und dann in Paris. 1875 begann er beim Pariser Kunsthändler Adolphe Goupil seine Bilder auszustellen. Er näherte sich dem Künstlerkreis um Edgar Degas. 1876 begann er seine Werke an den Kunsthandel Thomas Agnew & Sons of London zu liefern.
Seit Anfang des 20. Jahrhunderts zeigte Chialiva seine Gemälde auch in Italien, nahm an den Biennalen von Venedig (1901, 1903, 1905, 1914), der Mailänder Triennale (1906) und der Turiner Quadriennale (1908) teil.
Zu seinen Schülern gehörten François Guiguet und James William Pattison.